# Еврейские пираты
Еврейские пираты — представители еврейского народа, участвовавшие в пиратских нападениях. Первые упоминания появляются в эпоху Хасмонеев, большая часть еврейских пиратов появилась после изгнания этого народа из Испании и Португалии в конце XV века, после которого ряд евреев стали пиратами на службе Османской империи и Республики Соединённых провинций (в качестве приватиров). Для занятия пиратством у них помимо идеологических могли быть и сугубо экономические причины.

## Еврейские пираты в древности
Древние евреи проживали в основном в Иудее и окрестностях Иерусалима, то есть на определённом расстоянии от моря, поэтому первоначально евреи были не особенно заинтересованы в мореходстве и навигации. После 142 года до н. э. евреи получили собственные морские порты — Иоппию (Яфо), Ашдод и Газу, которые перешли под власть Хасмонеев. В результате появилось небольшое число еврейских мореходов. После этого события в исторических трудах начинают упоминаться данные о евреях-пиратах.
Еврейские пираты впервые упоминаются Иосифом Флавием. На могиле первосвященника Ясона изображён пиратский корабль, преследующий два пытающихся скрыться судна, одно из которых, очевидно, торговое.
Упадок империи Селевкидов вызвал войну Маккавеев и повлёк за собой приток еврейских и арабских пиратов, базы которых находились в Леванте. Во времена Помпея на море было такое количество евреев-пиратов, что царь Антигон II был обвинён в том, что он посылает их специально.

### Пираты Иоппии (Яфо)
В конце первой иудейской войны евреи, изгнанные из Галилеи, отстроили Иоппию (Яфо), разрушенную ранее Цестием Галлом. Окружённые римлянами, они отстроили городские стены и использовали лёгкую флотилию с целью деморализировать торговлю и прервать торговые пути между Римом и Александрией.
В своей книге «Иудейская война» Иосиф Флавий пишет:

Они построили огромное число разбойничьих судов и грабили на пути между Сирией, Финикией и Египтом, и таким образом сделали эти моря опасными для плавания.
В июле 67 года Веспасиан атаковал Иоппию. Люди оттуда пытались бежать морем, однако шторм перед рассветом разбил корабли. Многие утонули, а другие покончили жизнь самоубийством. Иоппия была вновь разрушена:

Иные сами закалывали себя мечами, предпочитая этот род смерти гибели в морской пучине; большинство, однако, унесённое волнами, было разбито о прибрежные скалы. Море было окрашено кровью на далеком расстоянии и берег был усеян множеством трупов, ибо выброшенные живыми на берег были уничтожены стоявшими здесь римлянами. Число трупов, выброшенных морем, достигало 4200.
После того, как Иоппия была разрушена во второй раз, Веспасиан построил там цитадель, чтобы предотвратить захват города еврейскими пиратами в третий раз.

## Еврейские пираты в Карибском море
Сегодня на Ямайке проживает всего около 200 евреев, однако в 1720 году около 20 % населения Кингстона составляли евреи португальско-испанского происхождения. А в конце XIX века парламент Ямайки даже не заседал по субботам из-за большого количества депутатов-евреев.
Первые евреи высадились на острове в 1511 году, всего спустя 17 лет после того, как остров был открыт Кристофором Колумбом. В 1655 году Ямайка была захвачена англичанами под предводительством Вильяма Пенна, при помощи ямайских евреев и марранов. Всем евреям было позволено остаться на острове после установления английского владычества.
В 2008 году близ Кингстона было обнаружено старое еврейское кладбище. На некоторых могильных камнях обнаружены не только надписи на иврите, но и пиратский символ — череп и кости. Подобные могилы, на которых изображены звёзды Давида рядом с черепом и перекрещёнными костями, найдены на Барбадосе, а также Кюрасао.
Еврейские пираты на Ямайке называли свои корабли в честь древних еврейских героев и пророков, например пророка Самуила, царицы Эстер или в честь Щита Авраама. Одним из наиболее известных еврейских пиратов с Ямайки был Мозес Коэн Энрикес, который принял участие в рейде под предводительством голландского адмирала Пита Хейна против испанского флота, гружённого золотом и серебром, у берегов Кубы, который считается самым большим из когда-либо совершённых.
Энрикес также организовал пиратскую общину на одном из островков близ Бразилии, где пираты-евреи могли практиковать свою религию. После захвата Бразилии испанцами у голландцев в 1654 году эта община переместилась в Новый Амстердам (ныне Нью-Йорк). Энрикес также был советником известного пирата капитана Моргана.
Пираты-евреи соблюдали шаббат и кашрут. Секретный кодовый язык некоторых пиратских сообществ основывался на иврите.
Евреи не только занимались пиратством, но и финансировали пиратские экспедиции и бывали посредниками в ходе переговоров о выкупе заложников. Кроме этого, евреи были информаторами пиратов: будучи торговцами и ведя переписку с испанскими купцами, они хорошо знали, куда, когда и откуда отправятся испанские корабли.

## Известные пираты

### «Великий еврей»
Синан, которого испанцы называли «Великим евреем», был еврейским беженцем, изгнанным из Испании. Его семья переехала в Османскую империю. Сперва он был помощником знаменитого турецкого пирата Хайреддина Барбароссы, но позже стал капитаном сам. У турок Синана называли капитан-паша. На пиратском флаге Синана была изображена шестиконечная звезда, которую турки называли Печатью Сулеймана (Соломона), его пиратская база находилась в Алжире. Под командованием Синана находилось 6000 человек. Он захватил Тунис у испанцев в 1538 году, уничтожил испанский флот в 1538 году и захватил Триполи в 1551 году. В последующем он был назначен главой турецкого флота. Синан был похоронен на еврейском кладбище в Албании.

### Яаков Кориэль
Кориэль родился в еврейской семье. Семья Яакова Кориэля была насильно обращена в христианство под давлением инквизиции, когда он был ребёнком. Кориэль был капитаном испанского корабля, пока он был не схвачен инквизицией. Но он был спасён матросами, большинство из которых также были евреями, обращёнными в христианство. После этого Кориэль сделал своей целью месть испанцам. Он командовал флотилией из трёх пиратских кораблей. По некоторым данным, в конце жизни он переехал в Цфат, в Палестину, где изучал каббалу и был похоронен там, скончавшись от старости.

### Давид Абарбанель
Давид Абарбанель родился в Нидерландах в известной испанской еврейской семье Абарбанелей. В 1580 году семья решила иммигрировать в Новый Свет, но по пути на их корабль напали испанцы, и в результате в живых остался только Давид. После этого он стал матросом английского корабля и быстро продвинулся по службе. Вскоре он стал капитаном, получил известность как «капитан Девис» и назвал свой корабль «Иерусалим». В течение десяти лет он сражался с врагами британцев в Карибском море, до тех пор пока корабль не исчез без вести в Атлантическом океане в 1609 году.

### Раввин Шмуэль Палацци
Шмуэль Палацци был сыном главного раввина Кордовы, который был изгнан вместе с другими евреями из Испании в Марокко. В конце XVI века он прибыл в Амстердам из Марокко и основал там еврейскую общину и синагогу, он также был послом марокканского султана в Голландии. Своей целью Палацци ставил нанесение максимального вреда Испании, изгнавшей евреев. При согласии голландского правительства раввин профинансировал создание пиратского флота против испанцев, который возглавил его брат, Йосеф.

### Жан Лафит
Считается, что евреем был известный пират Жан Лафит, совершавший рейды против враждебных США испанских и британских судов в районе Мексиканского залива в начале XIX века с молчаливого согласия правительства США.